# Apate (gênero)
Apate (Bombycidae) é um gênero de mariposa pertencente à família Bombycidae.